# 田邊幸輔
田邊 幸輔（たなべ こうすけ、2月3日 - ）は、日本の男性声優。東京都出身。青二プロダクション所属。

## 略歴
総合学園ヒューマンアカデミー出身。在学中にデビューし、『Animelo Summer Live 2017 THE CARD』にてバックダンサーとして出演した。
声優になる前は警察官であった。
声優になろうと思ったきっかけは友人に声を褒められたことから。芝居の楽しさをそこから知ったという。
2025年2月7日未明、自身が運転するバイクで単独物損事故に遭い、左膝骨折治療のため入院。

## 人物
普通自動車免許、普通自動二輪車免許、第二級陸上特殊無線技士免許をそれぞれ持っている。

## 出演
太字はメインキャラクター。

### テレビアニメ
2018年
- ゲゲゲの鬼太郎（第6作）（2018年 - 2019年、店員、妖怪、竹人間、チャラ男、不良 他）

2019年
- ONE PIECE（2019年 - 2024年、侍、炭酸兵、部下、ホールデム部下、ブギ 他）
- フルーツバスケット（2019年 - 2020年、男子生徒、警察官） - 2シリーズ
- とある科学の一方通行（DA兵）
- Fate/Grand Order -絶対魔獣戦線バビロニア-（ウルク兵士）
- カードファイト!! ヴァンガード（2019年 - 2020年、対戦者C、ドラゴニック・ヴァンキッシャー、蒼波水将 フォイヴォス、警備員）

2020年
- 遊☆戯☆王SEVENS（ゴーハ社の幹部）
- 炎炎ノ消防隊 弐ノ章（第2隊員）
- ドラえもん（テレビ朝日版第2期）（アナウンサー、チンピラ①）
- 名探偵コナン（男性）
- ポケットモンスター（2020年 - 2022年、ダグ、オリーヴの部下A、エール団、食材屋、シュンヤ）
- キングスレイド 意志を継ぐものたち（森）
- もっと!まじめにふまじめ かいけつゾロリ（2020年 - 2022年、ネジュウ、餡斎、イヌダタクジ警部、きよし 他） - 3シリーズ
- トニカクカワイイ（アナウンサー）
- デジモンアドベンチャー:（2020年 - 2021年、アナウンサー、ハヌモン）
- 進撃の巨人（2020年 - 2022年、兵士、オグウェノ大使、パンツァー隊、バリス、ディルク・レイス 他） - 2シリーズ

2021年
- SK∞ エスケーエイト（同級生、ギャラリー、知念の父、使用人、警官 他）
- SHAMAN KING（スペースショット、若者、教師、四上等、カフラー・プリツ）
- Fairy蘭丸〜あなたの心お助けします〜（歩照瀬焔）
- 不滅のあなたへ（質屋店主）
- 新幹線変形ロボ シンカリオンZ（2021年 - 2022年、碓氷トコナミ）
- RE-MAIN（生徒C、生徒D）
- ヴァニタスの手記（招待客C）
- クレヨンしんちゃん（警察官A）
- D_CIDE TRAUMEREI THE ANIMATION（生徒）
- デジモンゴーストゲーム（2021年 - 2022年、エカキモン、三崎恭平）
- テスラノート（船内警備員、男性5）
- 見える子ちゃん（警察官）
- 境界戦機（2021年 - 2022年、アジア軍兵士、ヤタガラス隊員） - 2シリーズ

2022年
- プラチナエンド（男性B、男子生徒）
- 忍の一時（警官）
- VAZZROCK THE ANIMATION（刺客C）
- 僕のヒーローアカデミア（2022年 - 2023年、パイロット、ヒーロー、タルタロス職員）
- 4人はそれぞれウソをつく（井上の友達）

2023年
- カードファイト!! ヴァンガード will+Dress（客）
- シュガーアップル・フェアリーテイル（兵士）
- 文豪ストレイドッグス（兵士A、上司、担当官） - 2シリーズ
- ダンジョンに出会いを求めるのは間違っているだろうかIV 深章 厄災篇（冒険者）
- 遊☆戯☆王ゴーラッシュ!!（2023年 - 2025年、竜宮フェイザー、竜宮昴螺司）
- ポケットモンスター（2023年 - 2025年、ジル、マグマッグ、露天商、ソウブレイズ、レントラー 他）
- マッシュル-MASHLE-（2023年 - 2024年、受験生、部下、生徒、男子生徒、アオリオ・モレス） - 2シリーズ
- 機動戦士ガンダム 水星の魔女（生徒）
- 【推しの子】（SNSの声）
- 贄姫と獣の王（警備兵、オズマルゴ兵、選別隊隊員B）
- 絆のアリル（司会者1）
- わたしの幸せな結婚（対異特殊部隊隊員）
- MFゴースト（2023年 - 2024年、観客、男性A、八潮翔） - 2シリーズ
- 新しい上司はど天然（知らない人）
- オーバーテイク!（お茶屋店員）
- ポーション頼みで生き延びます!（アルバン）
- 『ヒプノシスマイク-Division Rap Battle-』Rhyme Anima +（支配人）

2024年
- 結婚指輪物語（エルフ）
- 月刊モー想科学（チャン）
- SHAMAN KING FLOWERS（男子生徒A）
- 喧嘩独学（店員）
- 転生したらスライムだった件（貴族3）
- Lv2からチートだった元勇者候補のまったり異世界ライフ（兵士）
- 黒執事 -寄宿学校編-（学生）
- オーイ!とんぼ（島の男、濱田） - 2シリーズ
- ワンルーム、日当たり普通、天使つき。（男B）
- 2.5次元の誘惑（カメコB）
- デリコズ・ナーサリー（男）
- 異世界スーサイド・スクワッド（エルフ）
- 凍牌〜裏レート麻雀闘牌録〜（2024年 - 2025年、榊原圭）
- ソードアート・オンライン オルタナティブ ガンゲイル・オンラインII（プレイヤー）
- 村井の恋（騎馬隊）
- ぷにるはかわいいスライム（宅配員）
- 株式会社マジルミエ（ホテルマネージャー）
- アサティール2 未来の昔ばなし（市民）
- アオのハコ（2024年 - 2025年、部員）
- 魔王2099（電気街市民C）

2025年
- 天久鷹央の推理カルテ
- グリザイア:ファントムトリガー（テロリスト）
- ハニーレモンソーダ（やすし）
- 青の祓魔師 終夜篇（祓魔師）
- 想星のアクエリオン Myth of Emotions（観光客）
- るろうに剣心 -明治剣客浪漫譚- 京都動乱（北沢十郎）
- 片田舎のおっさん、剣聖になる（騎士団員、盗賊）
- 神統記（テオゴニア）（ラグ村兵士）
- WIND BREAKER Season 2
- 九龍ジェネリックロマンス（ウェイター）
- 帝乃三姉妹は案外、チョロい。（才華学園生徒）

### 劇場アニメ
2010年代
- ONE PIECE STAMPEDE（2019年）

2020年代
- 劇場版ポケットモンスター ココ（2020年、研究員A）
- 僕のヒーローアカデミア THE MOVIE ワールド ヒーローズ ミッション（2021年）
- 劇場版マクロスΔ 絶対LIVE!!!!!!（2021年）
- 劇場短編マクロスF 〜時の迷宮〜（2021年）
- トラペジウム（2024年）
- 劇場版 鬼滅の刃 無限城編 第一章 猗窩座再来（2025年）

### Webアニメ
- モンスターストライク（2019年、レシアル兵）
- 爆丸アーマードアライアンス（2020年 - 2021年、ローレン）
- 爆丸ジオガンライジング（2021年、ローレン）
- Pokémon Evolutions（2021年、マサル、フレア団の博士たち、市民A、ヒョウタ、謎のトレーナー）
- ポケットモンスター 神とよばれし アルセウス（2022年、ギンガ団部下）
- 雪ほどきし二藍（2022年）
- 爆丸レジェンズ（2023年、ローレン）
- ガンダムビルドメタバース（2023年、観衆、青チーム）
- PLUTO[32]（2023年、消防隊員、ロボット隊員、監視員、子供）
- ハンドレッドノート（2023年 - 、御蛇元雷夏）
- MONSTERS 一百三情飛龍侍極（2024年、村人たち）
- 幼なじみのカルボウ（2024年、ウェルカモ[33]）

### ゲーム
2018年
- 無双OROCHI 3（兵士）

2019年
- スーパーロボット大戦T
- 鬼ノ哭ク邦（ゾディアン）
- ホップステップジャンパーズ（影の統制者シキ）
- 新サクラ大戦

2020年
- 龍が如く7 光と闇の行方
- プロ野球 ファミスタ 2020（ピピ）
- KAMEN RIDER memory of heroez（アンク〈ロスト〉、マスカレイド・ドーパント、屑ヤミー）

2021年
- 戦国無双5（織田信行）
- ポケモンマスターズEX（2021年 - 2023年、ハヤト）
- LOST JUDGMENT 裁かれざる記憶
- ときめきメモリアル Girl's Side 4th Heart（氷室一紀）
- テイルズ オブ ルミナリア（ファルク）

2022年
- デジモンサヴァイブ（バイフーモン）
- ゼノブレイド3（2022年 - 2023年、ランツ、ジェイク）

2023年
- 帰ってきた 名探偵ピカチュウ

2024年
- ORE'N（戦士イノ / 騎士イノス / 魔戦士イノ / 黒騎士イノス）
- ライドカメンズ（荒鬼狂介 / 仮面ライダー荒鬼）

2025年
- 真・三國無双 ORIGINS（趙雲）

### ドラマCD
- THE IDOLM@STER SideM NEW STAGE EPISODE 12 DRAMATIC STARS（2021年、豪徳寺）

### デジタルコミック
- 見るからに怪しい二人（2022年、短髪）[47]
- 無敵のベイビーブルー（2023年、田中、バンドメンバー2）[48]
- 空っぽ聖女として捨てられたはずが、嫁ぎ先の皇帝陛下に溺愛されています（2024年、男性 他[49]）

### 吹き替え

#### 映画
- 世界にひとつのロマンティック（2019年、ビル）
- キスから始まるものがたり2（2020年、バリー）
- スペンサー・コンフィデンシャル（2020年）
- キスから始まるものがたり3（2021年）

#### テレビ番組
- ラスト・バレー・レストーラー:修復は俺たちに任せろ!（コナー・ホール）

#### アニメ
- ザ・スーパーマリオブラザーズ・ムービー

### ラジオドラマ
- 青山二丁目劇場・箱（駐在[50]）

### ラジオ
※はインターネット配信。
- 田邊幸輔のオレを外へと連れ出して（2023年10月 - 、ニコニコ動画※・OPENREC.tv※・YouTube※）
- 月刊 新・男前通信4月号～月刊 田邊幸輔（2024年4月、文化放送モバイルplus※）[51]

### その他コンテンツ
- リモート☆ホスト（2021年 - 、明星[52]）

## ディスコグラフィ

### キャラクターソング
| 発売日         | 商品名                                   | 歌                                 | 楽曲                                    | 備考                                                                  |
| -------------- | ---------------------------------------- | ---------------------------------- | --------------------------------------- | --------------------------------------------------------------------- |
| 2021年4月21日  | 妖しく Get your heart                    | 5 to HEAVEN                        | 「妖しく Get your heart」               | テレビアニメ『Fairy蘭丸〜あなたの心お助けします〜』オープニングテーマ |
| 2021年4月21日  | 妖しく Get your heart                    | 5 to HEAVEN                        | 「MAKE YOU CRAZY」                      | テレビアニメ『Fairy蘭丸〜あなたの心お助けします〜』関連曲             |
| 2021年4月21日  | 夭聖哀歌                                 | 5 to HEAVEN                        | 「夭聖哀歌」                            | テレビアニメ『Fairy蘭丸〜あなたの心お助けします〜』エンディングテーマ |
| 2021年4月21日  | 夭聖哀歌                                 | 5 to HEAVEN                        | 「Fairy Night, Fairy Love」             | テレビアニメ『Fairy蘭丸〜あなたの心お助けします〜』関連曲             |
| 2021年6月16日  | HEAVENS DOOR                             | 歩照瀬焔（田邊幸輔）               | 「焔の華」                              | テレビアニメ『Fairy蘭丸〜あなたの心お助けします〜』挿入歌             |
| 2021年11月17日 | リモート☆ホスト Club Venere No.2 明星    | 明星（田邊幸輔）                   | 「Knight in your Night」 「ゲラメキユ」 | 『リモート☆ホスト』関連曲                                             |
| 2021年11月17日 | リモート☆ホスト Club Venere's Collection | Venere 5                           | 「ゲラメキユ」                          | 『リモート☆ホスト』関連曲                                             |
| 2021年11月17日 | リモート☆ホスト Club Venere's Collection | Venere 5、Saturno 5                | 「ゲラメキユ」                          | 『リモート☆ホスト』関連曲                                             |
| 2022年6月15日  | King of the night!!                      | Venere 5                           | 「King of the night!!」                 | 『リモート☆ホスト』関連曲                                             |
| 2022年12月7日  | リモート☆ホスト Club Venere No.2 明星    | 明星（田邊幸輔）                   | 「i'm me」                              | 『リモート☆ホスト』関連曲                                             |
| 2022年12月7日  | ゲラメキユ2022 All ver.                  | Venere 5、Saturno 5                | 「ゲラメキユ2022 All ver.」             | 『リモート☆ホスト』関連曲                                             |
| 2023年7月19日  | King of the night!!2023                  | Venere 5                           | 「King of the night!!2023」             | 『リモート☆ホスト』関連曲                                             |
| 2023年12月6日  | リモート☆ホスト デュエットCD①            | 明星（田邊幸輔）＆安曇（大野智敬） | 「Behind the moon」                     | 『リモート☆ホスト』関連曲                                             |